# パチンコ店

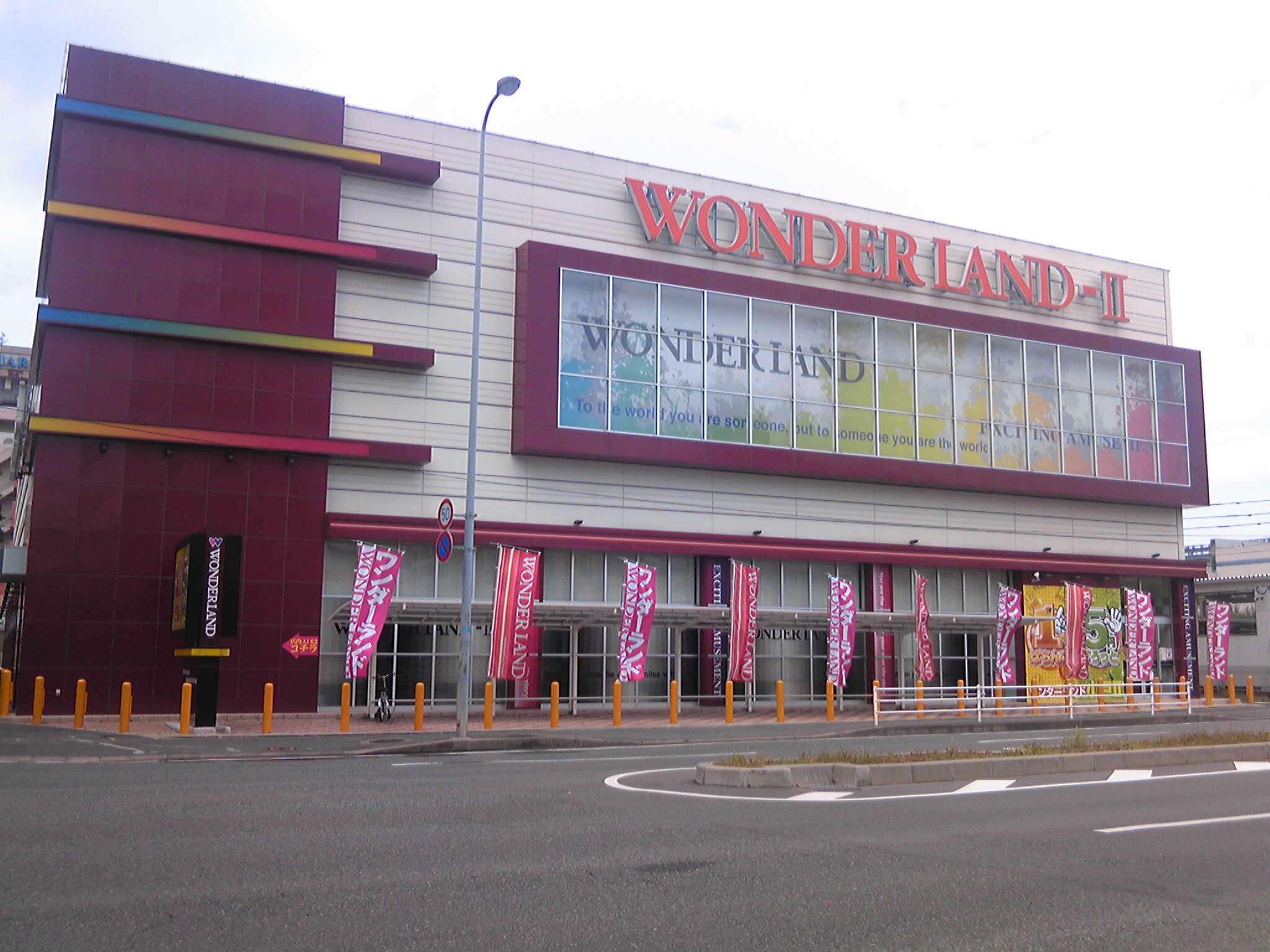
パチンコ店の例
ワンダーランド小戸Ⅱ
（福岡市西区）

パチンコ店（パチンコてん）は、パチンコ、パチスロ、雀球等の遊技機器を設置して、客に遊技をさせる営業を行う店舗である。パチンコホール・パチンコパーラー・パチ屋等とも称される。

## 概要

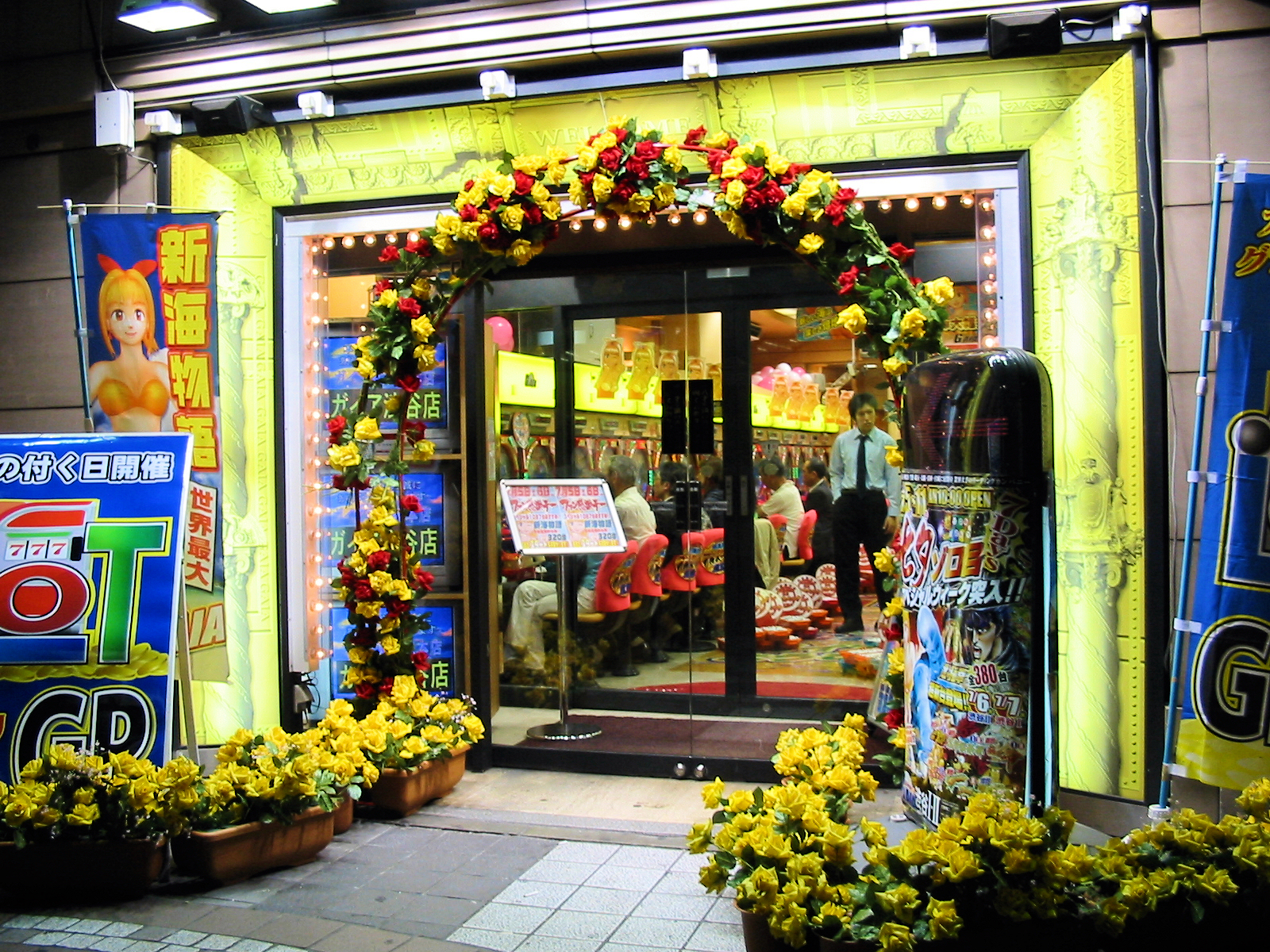
パチンコ店、渋谷区（2004年）

日本の法律上は風俗営業等の規制及び業務の適正化等に関する法律（風営法）第2条第1項で定義する5種の風俗営業のうち、第4号に該当する遊技業の一種である。パチンコ店を営むに当たっては、所在地を管轄する都道府県の公安委員会の許可を要する。また都道府県や市町村レベルで条例による出店規制を行っている例も多い（パチンコ店等規制条例も参照）。2015年現在は遊技産業健全化推進機構への誓約書の提出も事実上必須となっている。
風営法上18歳未満の者の店舗内への立ち入りは禁止されている（風営法第18条・第22条5項）。
店舗には通常数十台 - 数百台程度のパチンコ・パチスロ機が設置されるが、店舗面積に余裕のある郊外型店舗を中心に、設置台数が千台を超える店もある。2015年11月現在、1店舗での設置台数は「楽園大宮新館」（さいたま市大宮区）の2103台が最高。店舗には遊技機器や景品カウンターの他、客に軽食等を提供する喫茶コーナーなどが併設される場合が多いほか、駐車場において児童が車内に放置される問題（パチンコ#児童の車内放置等も参照）を防ぐために託児所を併設している店も少なくない。
営業時間については、風営法の規制上深夜0時までに閉店しなければならないほか（風営法第13条）、都道府県単位で条例により営業時間が制限される。東京都では条例により午後11時から翌日の午前10時までの間は営業が認められないため、「午前10時開店・午後11時閉店」の13時間営業が一般的となっている。その他の道府県でも「午前9時もしくは午前10時開店・午後11時閉店」となっている地域が多いが、青森県では午前8時30分開店、沖縄県では深夜0時閉店となっているほか、石巻市では主に週末に午前7時開店としている店舗もある。また、2006年の風営法改正で同法違反時の罰則が強化されたことに伴い「閉店時刻には客が全員店から退去していること」が求められるようになったため、一般客に対しては最終閉店時刻の10 - 20分前を閉店時刻としてアナウンスすることが多くなった。ただし年末年始やお盆などの時期については都道府県条例にて営業時間を延長することが認められており、中でも三重県では毎年12月31日から1月1日にかけては「伊勢神宮参拝客のためにトイレを提供する」という名目でオールナイト営業が行われている。このほか、複合型リゾートホテル「ザ パラダイスガーデン サセボ」（佐世保市）内にオープンしたパチンコ店「パラダイス」では主に外国人宿泊客をターゲットとしているため、営業時間はホテルのチェックインに揃えた16時から22時40分まで、また宿泊客に外国人がいない日は休業とするなど特殊な営業形態を採っている。
パチンコ店周辺には、パチンコの遊技の結果として提供される特殊景品を買い取る景品交換所が設置されている（但し、パチンコ店内では積極的に景品交換所の所在地を案内することはない）。通常はこれに特殊景品の卸問屋を交えた、いわゆる三店方式による関係が成り立っている。
なお最近はゲームセンターの中に、パチンコ・パチスロ機をゲームセンター用に改造した機器（いわゆる七号転用機）を大量に設置し、それをゲーム機の主力とする店が現れており、中にはアドアーズ系の「アドスロ」など、それら七号転用機のみを設置した専門店も存在する。

## 経営・資本
パチンコ店は、2017年現在業界最大手のマルハンの年間売上が1.6兆円を上回るほか、他にも数千億円規模の売上高を持つ企業が複数存在している。このため他業界の大手企業による進出例も少なくなく、クレディセゾン系のコンチェルト（コンサートホール）などはその成功例といえる一方で、かつてダイエー系列だったパンドラなど、後に株式売却・撤退に追い込まれた例もある。
一方でパチンコ業界では在日韓国・朝鮮人資本の企業の割合が比較的高いとされている事により、朝鮮民主主義人民共和国（北朝鮮）の資金源の一つとなっているとの批判もある（パチンコ#パチンコと在日韓国・朝鮮人の関係、パチンコ#北朝鮮の資金源も参照）。
2000年代は下記の統計にも見られるように、店舗数自体は減少傾向にある一方で、パチンコ・パチスロ機の設置台数は2007年以降ほぼ横ばいとなっていることから、小規模店舗が淘汰され設置台数の多い大規模店舗への集約が進む傾向が見られた。しかし2017年以降、設置台数自体が大きく減少する傾向にあり、それに伴う形で店舗の減少が加速している。また、主に個人経営ないしそれに近い店舗が閉店後、リニューアルされ大手チェーンの店舗へと鞍替えする傾向も見られる。閉店したパチンコ店の跡地はデベロッパーが取得し分譲マンションとなるケースが見られる。
業績悪化を理由にパチンコ業から他業種への転換を図る例がある（例：パチンコ業からコストコ再販店に転換したサンスター/長野県長野市）。

## 統計
以下はいずれも警察庁発表の資料による。

### 店舗数
| 年     | 総計              | パチンコ店 | パチスロ店 | 100台以下 | 101 - 300台 | 301 - 500台 | 501 - 1000台 | 1000台以上 |
| ------ | ----------------- | ---------- | ---------- | --------- | ----------- | ----------- | ------------ | ---------- |
| 2005年 | 15,165            | 13,163     | 2,002      |           |             |             |              |            |
| 2006年 | 14,674 （▲491）   | 12,588     | 2,086      |           |             |             |              |            |
| 2007年 | 13,585 （▲1,089） | 12,039     | 1,546      |           |             |             |              |            |
| 2008年 | 12,937 （▲648）   | 11,800     | 1,137      | 538       | 5,664       | 4,649       | 1,976        | 110        |
| 2009年 | 12,652 （▲285）   | 11,722     | 930        | 464       | 5,374       | 4,627       | 2,069        | 118        |
| 2010年 | 12,479 （▲173）   | 11,576     | 903        | 463       | 5,216       | 4,585       | 2,076        | 139        |
| 2011年 | 12,323 （▲156）   | 11,392     | 931        | 370       | 5,066       | 4,499       | 2,218        | 170        |
| 2012年 | 12,149 （▲174）   | 11,178     | 971        | 340       | 4,853       | 4,411       | 2,355        | 190        |
| 2013年 | 11,893 （▲256）   | 10,873     | 1,020      | 318       | 4,588       | 4,365       | 2,400        | 222        |
| 2014年 | 11,627 (▲266)     | 10,610     | 1017       | 293       | 4,355       | 4,218       | 2,518        | 243        |
| 2015年 | 11310 (▲317)      | 10,319     | 991        | 263       | 4,154       | 4,082       | 2,534        | 278        |
| 2016年 | 10,986 (▲324)     | 9,991      | 995        | 247       | 3,880       | 3,987       | 2,585        | 287        |
| 2017年 | 10,596 (▲390)     | 9,623      | 973        | 209       | 3,630       | 3,845       | 2,603        | 309        |
| 2018年 | 10,060 (▲536)     | 9,131      | 929        | 210       | 3,295       | 3,645       | 2,590        | 320        |
| 2019年 | 9,639 (▲421)      | 8,747      | 892        | 219       | 3,058       | 3,451       | 2,565        | 346        |
| 2020年 | 9,035 (▲604)      | 8,203      | 832        | 225       | 2,733       | 3,213       | 2,518        | 346        |
| 2021年 | 8,458 (▲577)      | 7,690      | 768        | 284       | 2,613       | 2,881       | 2,364        | 316        |
| 2022年 | 7,665 (▲793)      | 7,054      | 611        | 238       | 1,987       | 2,755       | 2,331        | 349        |
| 2023年 | 7,083 (▲582)      | 6,640      | 443        | 275       | 1,630       | 2,457       | 2,346        | 375        |

### 設置台数
| 年     | 総計      | パチンコ  | パチスロ  | 雀球等 | 1店舗あたり平均 |
| ------ | --------- | --------- | --------- | ------ | --------------- |
| 2005年 | 4,899,198 | 2,960,939 | 1,936,470 | 1,789  | 323.1           |
| 2006年 | 4,937,381 | 2,932,952 | 2,003,482 | 947    | 336.5           |
| 2007年 | 4,590,577 | 2,954,386 | 1,635,860 | 331    | 337.9           |
| 2008年 | 4,525,515 | 3,076,421 | 1,448,773 | 321    | 349.8           |
| 2009年 | 4,506,250 | 3,158,799 | 1,347,176 | 275    | 356.2           |
| 2010年 | 4,554,430 | 3,163,650 | 1,390,492 | 288    | 365.0           |
| 2011年 | 4,582,784 | 3,107,688 | 1,474,838 | 258    | 371.9           |
| 2012年 | 4,592,036 | 3,042,476 | 1,549,319 | 241    | 378.0           |
| 2013年 | 4,611,714 | 3,009,314 | 1,602,148 | 252    | 387.8           |
| 2014年 | 4,597,819 | 2,954,285 | 1,643,290 | 244    | 395.4           |
| 2015年 | 4,580,197 | 2,918,391 | 1,661,562 | 244    | 405.0           |
| 2016年 | 4,525,253 | 2,833,133 | 1,691,876 | 244    | 411.9           |
| 2017年 | 4,436,841 | 2,749,532 | 1,687,084 | 225    | 418.7           |
| 2018年 | 4,302,731 | 2,637,309 | 1,665,243 | 179    | 427.7           |
| 2019年 | 4,195,930 | 2,557,845 | 1,637,906 | 179    | 435.3           |
| 2020年 | 4,004,787 | 2,432,563 | 1,572,048 | 176    | 443.3           |
| 2021年 | 3,814,173 | 2,338,294 | 1,475,703 | 176    | 451.0           |
| 2022年 | 3,516,730 | 2,190,288 | 1,326,303 | 139    | 458,8           |
| 2023年 | 3,425,246 | 2,077,641 | 1,347,466 | 139    | 483.6           |

## 新型コロナウイルス感染症での批判
2020年からのコロナ禍により、政府から緊急事態宣言が発令され、民間人には不要不急の外出自粛要請、企業に対しては生活に必要不可欠な商品を取り扱う店舗などを除き、多くの企業に対して休業要請がなされた。飲食店は20時以降の店内飲食の自粛（深夜営業の飲食店はテイクアウト限定）など、要請内容は業種によって異なる。
当初はパチンコ・パチスロ店の多くが休業要請発令以降も営業を続けていたが、徐々に休業する店舗が増えていった。しかし、大阪府や福岡県といった一部の府県では、休業要請に従わずに営業を続ける店舗が存在した。これは営業を続けなければ営業赤字で廃業せざるを得ないなどパチンコ店側の事情を抱えており、休業要請に従いたくても休業に踏み切れない経営上の事情を抱えた店舗もあった。なお、休業要請はあくまで要請に過ぎず命令ではないため、要請を受け入れず営業を続けても違法行為にはならない。
しかし、マスメディアがこうした経営者側の事情を考慮せず、営業を続けるパチンコ店を報道し続けたことに加え、大阪府知事の吉村洋文などは、営業継続する店舗名を積極的に公表するなどしたため、パチンコ店へのバッシングを政治家や行政が煽る結果となった。そのため、インターネット上ではTwitterやYahoo!ニュースのコメント欄などで、これらの「国や自治体、政治家のお墨付き」的な解釈によって自粛警察が出現したり、報道に煽られた者たちによるパチンコ店批判が過熱し、炎上状態と化した。
その結果、自粛警察と呼ばれる者が営業中のパチンコ店に押しかけるなどの事案も発生し、結果として多くの店舗が閉店・廃業に追い込まれている。
閉店に追い込まれているのは個人業による飲食店も同様ではあるが、パチンコ店の場合は上述のように政府・自治体・政治家までもがこの過剰報道に乗っかって不必要に店名を公表するなどの行為を行なったり、それを報道に煽られた者たちによる云われなき偏見による風評被害が追い打ちをかけた点で大きく異なる。
なお、休業要請が発令されてから現在までパチンコ店でクラスター感染が発生した事例は一度も存在しない。むしろ、パチンコ店ではもともと喫煙できるのが前提だったので店内の換気能力は高い（この点はカラオケボックスも同様である）。またパチンコ店では会話せず、パチンコ台に顔を向けて黙々と遊技することから、マスクの着用や手指の消毒を徹底すれば飛沫感染は起きにくいと店舗側は主張した。
2020年5月には、東京都医師会がパチンコ業界への風評被害に対する謝罪の声明を発表した。
マスメディアによる報道被害は、パチンコ業界に大きな損害をもたらす結果となった。パチンコ店もマルハンやガイアといった大手から、個人営業の小規模店まで様々であり、資金面で脆弱な個人店や小規模法人店がコロナ禍において閉店に追い込まれた。そのためパチンコ店主の中には「休業要請に従い、一時休業します。しかし、パチンコ屋だけが本当に悪なのでしょうか?」などと書いたポスターを店頭に貼り出して社会に訴える者もあった。

## 暴力団排除条例とパチンコ
自治体が定める暴力団排除条例に基づく暴力団排除特別地域内で営業するパチンコ店事業者は、暴力団員らに対して みかじめ料の支払いや便宜供与を行ってはならないとされており、違反者には支払った側であっても罰則が科される。